# 郭竹瑞
郭竹瑞（1923年—），男，福建福清人，中国应用数学家，曾任浙江大学教授、博士生导师。